# Video (album)
Pour les articles homonymes, voir Vidéo (homonymie).
Video est l'album de Pakito sorti en 2006. Les titres Living on Video, Moving on Stereo et Are U Ready? feront le succès de cet album.
Living On Video sort en single au mois de février 2006 et se placera en tête des ventes en mai/juin comme numéro un pendant un mois. L'album parait au même moment que Moving on Stereo qui ne connait pas le même succès au mois d'août. Le titre apparait en bonne place dans les charts comme l'album, aux alentours des 15e place. 
C'est avec Are U Ready, presque un an plus tard, que le succès revient permettant un pic des ventes pendant l'été 2007.

## Pistes
1. "Start Me" - 1:17
2. "Living on Video" - 5:36
3. "You Wanna Rock" - 4:17
4. Moving on Stereo - 6:02
5. "Funky Groove" - 5:46
6. "A Night To Remember" - 5:55
7. Are U Ready? - 3:58
8. "Blue Moon City" - 5:39
9. "I Do It Again" - 6:23
10. "Make Love" - 6:09
11. "Online Alert" - 5:38
12. "My Favourite Club" - 5:18
13. "Living On Video (Noot's Vocal Mix)" (Bonus Track) - 6:34